# Distrito judicial de Lima Sur
El distrito judicial de Lima Sur es una división administrativa del Poder Judicial del Perú. Tiene como sede el distrito de Villa María del Triunfo y su competencia se extiende a los distritos limeños del Cono Sur de Lima (Lurín, Pachacámac (con excepción de Manchay), Punta Hermosa, Punta Negra, Pucusana, San Bartolo, San Juan de Miraflores, Santa María del Mar, Villa El Salvador, y Villa María del Triunfo).

## Historia
Con la creación del Poder Judicial se estableció que el segundo nivel organizativo estaría conformado por las Cortes Superiores de Justicia las mismas que tendrían competencia territorial sobre el departamento de su sede. Sin embargo, en 1991, la Ley Orgánica del Poder Judicial estableció en su  artículo 36 que la competencia de cada Corte Superior estaría determinada por un distrito judicial y que estos podrían ser creados y suprimidos por el Consejo Ejecutivo del Poder Judicial en atención a una eficaz administración de justicia y en función de áreas de geografía uniforme, concentración de grupos humanos de idiosincrasia común, volúmenes demográficos rural y urbano, movimiento judicial y la existencia de vías de comunicación y medios de transporte. Es decir, se deja de lado la equivalencia con la organización política del país y se sustenta estrictamente en factores geográficos y estadísticos.
En virtud de dicha orden se crearon los subdistritos judiciales de Lima Norte, Lima Sur y Chosica separándolos de la jurisdicción del distrito judicial de Lima. Asimismo se crearon los distritos judiciales de Huaura y Lima Sur separándolos de la jurisdicción del distrito judicial del Callao
Los inicios de este distrito judicial se remontan a la creación de la Corte Superior de Justicia de Lima Sur, la misma que empezó a funcionar a partir del 13 de octubre del 2010 conforme estableció la Resolución Administrativa N° 334-2010-CE-PJ. El primer presidente de la corte fue el doctor Pedro Cartolín Pastor.

## Conformación
Consta de 41 dependencias judiciales incluyendo 2 salas superiores, 22 juzgados especializados y 17 juzgados de paz letrados además de tres juzgados de paz en las localidades de Punta Hermosa, Punta Negra y Pucusana.

## Jurisdicción
El distrito judicial de Lima Sur tiene jurisdicción sobre los distritos limeños Lurín, Pachacámac (con excepción de Manchay que pertenece al distrito judicial de Lima Este), Punta Hermosa, Punta Negra, Pucusana, San Bartolo, San Juan de Miraflores, Santa María del Mar, Villa El Salvador, y Villa María del Triunfo .